# Peromyia multifurcata
Peromyia multifurcata är en tvåvingeart som beskrevs av Jaschhof 2004. Peromyia multifurcata ingår i släktet Peromyia och familjen gallmyggor. Inga underarter finns listade i Catalogue of Life.